# 異尾擬蓑鮋
異尾擬蓑鮋，又稱截尾蓑鮋、擬蓑鮋，俗名石狗公，為輻鰭魚綱鮋形目鮋科的其中一種。

## 分布
本魚分布於印度太平洋區，包括東非、台灣、日本、菲律賓、印尼、澳洲、密克羅尼西亞、馬紹爾群島、所羅門群島等海域。

## 深度
水深40至300公尺。

## 特徵
本魚頭部棘稜明顯，在眼前方有一深凹漥，眶前骨下部有許多密佈的小棘，鰓蓋骨有一棘，吻部長有一對葉狀皮瓣。背鰭之硬棘部份，鰭膜深深凹陷，狀似長梳齒，而此魚最易辨認的特徵為長而截平的尾鰭，成魚上，下鰭條會延長成條狀。背鰭硬棘13枚、軟條9枚；臀鰭硬棘2枚、軟條7至8枚。魚體底色為紅褐色散有許多小斑點，體側有多條深褐色橫紋排列，體長可達18公分。

## 生態
本魚生活於沿岸海域，棲息於岩礁或珊瑚礁中，游動緩慢優雅，外型華麗。夜行性，白晝常隱於洞穴或岩礁縫隙中，夜間則游出覓食，肉食性，以小型甲殼類為主食。鰭棘有毒，需注意小心。

## 經濟利用
具觀賞價值，是水族館中的常客。